# Carlos Coria
Carlos Coria (Villa María) es un billarista argentino, tricampeón de casín 5 quillas. Ha obtenido 2 títulos internacionales, 6 nacionales, 11 provinciales y 52 Torneos de Amistad Interprovinciales.

## Trayectoria
Desde 1994 compite en la categoría mayor y, con 71 títulos en su haber, es el billarista más ganador de la Provincia de Córdoba (Argentina).
Actualmente se desempeña en el Club Atlético y Biblioteca Sarmiento de Villa María. El Club Progreso de la localidad de Noetinger, a modo de homenaje, le puso su nombre a una de las mesas de Billar.
En 1998 disputó el Mundial de Italia conquistando el quinto lugar.
En 2011 estuvo en la terna de billar de los Premios Olimpia.
| Títulos                           |    |
| Nacionales                        | 6  |
| Internacionales                   | 2  |
| Provinciales                      | 11 |
| Torneos Amistad Interprovinciales | 52 |